# Слободниця – Брод – Зениця
Слободниця – Брод – Зениця – перспективний газопровід, завдяанням якого є організація поставок блакитного палива до Боснії і Герцеговини з північного напрямку. Станом на 2018 рік ймовірна реалізація скороченого варіанту.
З кінця 1970-х років здійснюються поставки до Боснії газу російського походження з використанням газопроводу Зворник – Сараєво – Зениця, який входить на територію країни з боку Сербії. З метою уникнення залежності від одного постачальника виник проєкт з’єднання з газотранспортною системою Хорватії у східній частині останньої (Славонії). Вихідною точкою при цьому повинна слугувати розташована на околиці Славонського Броду Слободниця, куди виходить трубопровід з адріатичного узбережжя Пула – Слободниця та інтерконектор з Угорщиною Варошфьолд – Слободниця.
На території Хорватії потрібно було спорудити лише біля 5 км, після чого траса переходила б в Боснію біля міста Брод та продовжувалась на південь через Добой до Зениці (довжина боснійскої ділянки 115 – 120 км). Діаметр споруди планували на рівні 700 мм, а пропускна здатність в межах 1 – 1,5 млрд м3 на рік. При цьому фактичне споживання газу в Боснії на початку 21 століття було менше за 0,5 млрд м3, а можливим новим великим споживачем міг бути все так же проєктний парогазовий блок на ТЕС Какань. Як наслодок, станом на 2017-й від моменту виникнення ідеї трубопроводу пройшло вже півтора десятки років, проте він так і не перейшов у практичну стадію.
Тим часом влада Хорватії наполегливо висловлювалась за вирішення проблеми викидів нафтопереробного заводу у Броді (в 2007 році викуплений російською компанією «Зарубежнефть»). З цією метою в 2017-му досягнули угоди з владою Республіки Сербської, на території якої розташований завод, про реверс та конверсію продуктопроводу Брод-Слободниця під постачання блакитного палива. Останнє буде використовуватись в технологічному процесі НПЗ замість спалювання більш екологічно шкідливих нафтопродуктів. В той же час, центральна влада Боснії (в особі компанії BH Gas) висловлюється проти такого варіанту, оскільки вирішення питання з постачанням НПЗ у Броді може остаточно загальмувати реалізацію більш масштабного проєкту інтерконектору.
Можливо відзначити, що у другій половині 2010-х років розглядається спорудження ще одного газопроводу з Хорватії до Боснії, який пролягатиме на західному напрямку (Загвозд – Зениця). Його відмінністю від північного Слободниця – Зениця буде відсутність ділянки, що пролягає по підконтрольній сербам території.